# Celadilla del Páramo
Celadilla del Páramo es una localidad perteneciente al ayuntamiento de Villadangos del Páramo, provincia de León (España), Comunidad Autónoma de Castilla y León, España.

## Situación
Está situado en el norte de la comarca del Páramo Leonés, teniendo como principal eje de comunicación la carretera LE-443 que une las localidades de Villadangos del Páramo y Benavides de Órbigo y también comunica, por carretera local, a las localidades de San Martín del Camino y Alcoba de la Ribera. Linda con la comarca del Río Órbigo y está próxima al Camino de Santiago.

## Demografía
Evolución de la población
| Gráfica de evolución demográfica de Celadilla del Páramo entre 2000 y 2023 |
|                                                                            |
| Población de derecho (2000-2019) según el padrón municipal del INE         |